# Boksdoornmeeldauw
Het boksdoornmeeldauw (Arthrocladiella mougeotii) is een schimmel behorend tot de familie Erysiphaceae. Hij komt voor het blad van loofbomen.

## Verspreiding
In Nederland komt de boksdoornmeeldauw zeer zeldzaam voor.